# Rede multicanal
Rede multicanal (do inglês "Multi-channel network", abreviado como "MCN"), também conhecida como network, é a designação dada a empresas que prestam serviços de auxílio, tanto na produção, como também nos meios jurídicos e na rentabilidade dos canais de usuários criadores do site YouTube, além de também controlar canais do mesmo e websites na internet, a fim de gerar lucros para a empresa.
O termo surgiu em meados de 2010, quando quase não existia monetização de vídeos no YouTube. Uma das primeiras networks a surgir foi a Machinima, Inc., que fundou no Brasil a Machinima Brasil adquirida pela Warner Bros anos mais tarde.[ligação inativa]
Tudo é formalizado em um contrato com o responsável que pode variar de 6 meses até 1 ano, e que pode ser rescindido em troca de uma multa aplicada.
A ideia da empresa consiste em prestar ferramentas e benefícios aos canais em troca de uma porcentagem de lucros do mesmo, Dentre seus benefícios, uma Biblioteca Virtual de Áudios totalmente livre de Direitos Autorais para o criador exibir seu vídeo sem nenhuma reivindicação de terceiros. Também presta auxílio jurídico quando ocorre alguma divergência com o YouTube, como por exemplo um vídeo removido.
Basicamente, a mesma fica encarregada de receber diretamente todos os ganhos mensais advindos da receita, onde são descontados todos os valores dos serviços. Isso acaba gerando diversas controvérsias e conflitos com vários criadores que acabam acusando a empresa de roubo.

## Outras Denominações
Nos Estados Unidos, existem diferentes nomenclaturas para este tipo de empresa, como por exemplo, Rede Multi Canais, Online Video Studio (OVS), e Internet Television Company (ITC). A Disney Digital Network e a Machinima,Inc foram as primeiras a adotar a nomenclatura "Network" padronizando as demais empresas.[carece de fontes?]

## Declínio
Ao passar dos anos o YouTube aderiu a prática de monetizar vídeos, possibilitando qualquer usuário a gerar receita sem necessidade de intermédio de uma network e de seus serviços. Alguns anos mais tarde, o Youtube decidiu alterar as suas políticas e regras sobre o assunto, prejudicando ainda mais as empresas que ainda existiam na plataforma.[carece de fontes?]
Atualmente poucas empresas ainda restam no YouTube.

## Plataforma Privada
Após o declínio, a solução encontrada para as networks privadas foi encerrar os contratos que mantinham com terceiros, e exercer atividade apenas para administrar e prestar serviços á sua própria rede de multimídia. Que incluem canais no YouTube, e Websites. Um dos maiores exemplos é a Paramaker, empresa brasileira fundada pelo Youtuber e Empresário, Felipe Neto que vendeu o controle da empresa em 2015 para a francesa multinacional Webedia. Atualmente a empresa ainda está em funcionamento e administra vários canais de apenas sua propriedade, como o humorístico Parafernalha.[carece de fontes?]
A Disney Digital Network controlada pela The Walt Disney Company também é uma Network Privada, surgiu em 2017 após a compra da Maker Studios.[carece de fontes?]